# Stratton (Nebraska)
Stratton je selo u američkoj saveznoj državi Nebraska. Prema popisu stanovništva iz 2010. u njemu je živjelo 343 stanovnika.